# 利夫里利亚
利夫里利亚，是西班牙穆尔西亚自治区的一个市镇。总面积57平方公里，总人口3925人（2001年），人口密度69人/平方公里。

## 友好城市
- 法國 圣让德韦达斯